# 樋口曉里
樋口曉里（1976年5月8日—）是出生于日本三重县的女性声优。目前住在東京都，自由職業。血型为O型。身高160厘米。

## 来历
1999年，入学胜田声优学院（第18期生）。于2000年中途退学。
2002年，俳協Voice Actors Studio入学（第21期生）。2003年毕业于俳協Voice Actors Studio。毕业后立即加入東京俳優生活協同組合。
2008年4月1日起，从東京俳優生活協同組合转籍至Across Entertainment。
2011年2月28日决定退出声优行业，并离开Across Entertainment。随后立即被选为电视剧《諜影迷情》的主演，此后一直以自由职业的身份活动。

## 人物
从小开始就对电影和动漫配音很熟悉和喜爱，自然而然地立志成为声优。
樋口在胜田声优学院并未毕业而是中途退学。胜田声优学院的院长胜田久非常欣赏樋口的才能，曾试图挽留她不要退学，但后来由于无法接受当时即将风靡的“萌”角色演技教育，樋口无奈地选择退学并重新入学俳協Voice Actors Studio。樋口回忆起俳協Voice Actors Studio与胜田声优学院的教育方针截然相反。

## 演出作品
※粗體字為主要角色。

### 电视动画
2003年
- 驚爆危機（中学生B）

2004年
- 火之鳥（小孩、婴儿）
- 瑪莉亞的凝望（佐佐木、校园广播）

2005年
- 巖窟王（女仆1）
- 地狱少女（岩下的母亲、护士）
- 不可思議星球的雙胞胎公主（女仆、女客人）
- 血戰（香里的母亲、导游）
- 舞-乙HiME（小孩、宫女）
- 怪杰佐罗力 谜之宝物大作战（莫林、母亲、女儿 A、河马男孩、经销商、其他）
- LOVELESS（女高中生）

2006年
- 零之使魔（杰西卡、女学生、火枪手、蒂凡尼娅的母亲）
- 战吼（惠美爱奈、虹浦铃音、广播）
- ×××HOLiC（路人）
- Marginal Prince —月桂樹的王子們—（记者）
- REC（少女的母親、视频语音）

2007年
- 戀愛天使安琪莉可 ～心覺醒之時～（小孩）

2008年
- 夏目友人帳（瓜姫）

2009年
- 蔥男孩語朝太郎（帕普里卡·穆克莱尔三世）

2011年
- 女神異聞錄4

2012年
- 薄櫻鬼 黎明錄（小寅）

2018年
- MEGALO BOX（朝本部长） - 2シリーズ

2022年
- 國王排名（安）

### 剧场动画
- 蒸汽男孩（2004）
- 劇場版 夏目友人帳 ～緣結空蟬～ （2018年、瓜姫）
- 我爸爸的小飞龙（2022，德拉电梯）

### OVA
- 櫻花大戰 Le Nouveau Paris（2004年，孩子们）
- 鴉 -KARAS- (2005年，女医生)
- 蜂蜜與四葉草（2005年，女孩B）

### 电子游戏
2005年
- 聖龍戰記

2006年
- 天誅 DARK SHADOW(志津姫、女忍者)

2007年
- BINGO PARTY PIRATES（娜奥米）

2009年
- 新宿之狼（甲本奈緒美）
- 緋色碎片 新玉依姬傳承（鴉取千尋）
- 命运之杖2 ～在时空中沉没的默示录～（法芙娜）

2010年
- 緋色碎片 新玉依姬傳承 Portal（鴉取千尋）

2011年
- 緋色碎片 新玉依姬傳承 ―Piece of Future―（鴉取千尋）

2012年
- 喋血街頭
- ワンド オブ フォーチュン2 FD 〜君に捧げるエピローグ〜（莉安[6]、瓦洛娜[7]）

2016年
- 尤巴之徽（卡尼亚）
- 奇妙人生（维多利亚·切斯、艾莉莎·安德森）

2017年
- 御城收藏（津城[8]）
- 生化危機7 惡靈古堡（米婭·溫特斯）

2018年
- 奇异人生：暴风前夕（维多利亚·切斯）

2021年
- 惡靈古堡 村莊（米婭·溫特斯[9]）
- FAMICOM偵探俱樂部（小島秋江[10]）

2022年
- hololive ERROR（女学生的灵魂、美术准备室的灵魂）

2023年
- 最终幻想16（貝妮迪妲・赫曼）

時期未定
- 噩梦之门（芭露基利欧[11]）

### 电视剧CD
- 動畫店長VS候补店长 A版 兄泽，爱的暴走！篇（B店长）
- 阳炎怀旧-新章-（馗童的弟弟）
- 家族计划～邂逅～ （女）
- ワンド オブ フォーチュン2 FD 〜君に捧げるエピローグ〜 剧情CD 「7つの時空でパパといっしょ!」（莉安） [12]

## 脚注
1. 1 2 3  .   [2014-11-22]. （原始内容存档于2014-11-29）.
2. ↑  .   [2012-10-25]. （原始内容存档于2014-11-29）.
3. ↑  .   [2012-10-25]. （原始内容存档于2023-06-24）.
4. ↑  .   [2012-10-25]. （原始内容存档于2023-06-24）.
5. ↑  .   [2023-06-23]. （原始内容存档于2023-06-23）.
6. ↑  B's-LOG2012年11月号 (エンターブレイン). 2012-09: 131. 缺少或|title=为空 (帮助)
7. ↑  B's-LOG2012年11月号 (エンターブレイン). 2012-09: 133. 缺少或|title=为空 (帮助)
8. ↑  樋口曉里於Twitter.
9. ↑  . バイオハザード ヴィレッジ. カプコン.   [2021-02-26]. （原始内容存档于2023-01-28）.
10. ↑  . ファミコン探偵倶楽部 うしろに立つ少女. 任天堂.   [2021-03-26]. （原始内容存档于2022-10-17）.
11. ↑  . Social Game Info.   [2021-06-22]. （原始内容存档于2023-04-05）.
12. ↑  . TEAM Entertainment.   [2012-12-02]. （原始内容存档于2013-01-09）.